# Sengkurong
Sengkurong (malaiisch Mukim Sengkurong) ist ein Mukim (Subdistrikt) des Daerah Brunei-Muara in Brunei. Er hat 31.493 Einwohner (Stand: Zensus 2016). Der Distrikt wird von einem Penghulu geleitet. Der Amtsinhaber ist Haji Musa bin Haji Tahir.

## Geographie
Der Mukim liegt im Westen des Distrikt Brunei-Muara und grenzt im Norden an das Südchinesische Meer. Begrenzt wird er durch die Mukim Gadong A im Osten, Kilanas im Südosten, Pengkalan Batu im Süden und den Mukim Keriam im Distrikt Tutong im Westen.
Vor der Küste von Sengkurong gibt es zahlreiche „Land Extensions“ (Landgewinnungsprojekte). Die auffälligsten dieser künstlichen Landzungen befinden sich in der Nähe des Empire Hotel & Country Club und bei Pantai Jerudong.
Nach Osten begrenzt das Waldgebiet um den Bukit Shahbandar Forest Recreation Park den Mukim. In Sengkurong B liegt einer der größeren Seen Bruneis.

## Verwaltungsgliederung
Der Mukim wird unterteilt in Dörfer (Kampong):
- Sengkurong 'A
- Sengkurong 'B
- Tagap
- Selayun
- Sungai Tampoi
- Mulaut
- Tanjong Nangka
- Kulapis
- Katimahar
- Lugu
- Jerudong
- Bukit Bunga
- Pasai

## Weitere Orte
- Pantai Jerudong
- Pulau Pungit